# Giovanni D’Ercole
Giovanni D’Ercole, F.D.P. (Morino, 5 de outubro de 1947) é um bispo italiano católico romano emérito de Ascoli Piceno.

## Biografia
Giovanni D'Ercole juntou-se à comunidade religiosa dos Filhos da Divina Providência. Estudou filosofia e teologia no seminário de Nápoles e foi ordenado sacerdote em 5 de outubro de 1974. Ele completou o doutorado em teologia moral na Pontifícia Academia Alfonsiana de Roma. Ele se formou na Universidade La Sapienza de Roma com uma licenciatura em comunicação social.
De 1974 a 1976 foi capelão da prisão Carcere Minorile di Casal del Marmo em Roma, então professor de religião e educação política e pastor de "Nossa Senhora de Fátima" em Borgata Massimilla, Roma. De 1976 a 1984 foi missionário na Costa do Marfim, onde foi pároco e vigário geral na diocese de Grand-Bassam. Ele foi professor de teologia moral no seminário maior de Anyama.
De 1984 a 1985 foi pároco em Ognissanti, perto de Florença, e de 1986 a 1987, provincial de sua ordem. Em 1987, tornou-se vice-diretor da Sala de Imprensa da Santa Sé. De 1990 a 2009 exerceu funções na Secretaria de Estado e em 1998 assumiu a direção do Gabinete na Secção de Assuntos Gerais.
Bispo auxiliar em L'Aquila
Papa Bento XVI nomeou-o em 14 de novembro de 2009 bispo titular de Dusa e bispo auxiliar em L'Aquila. O Cardeal Secretário de Estado e Cardeal Chamberlain, Tarcisio Bertone SDB, doou-lhe a ordenação episcopal no dia 12 de dezembro do mesmo ano; Os co-consagradores foram Renato Raffaele, cardeal Martino, presidente emérito do Pontifício Conselho Justiça e Paz, e Giuseppe Molinari, arcebispo de L'Aquila. Como lema escolheu In Manus Tuas.
Na Conferência Episcopal Italiana, foi secretário da Comissão para a Comunicação Cultural e Social.
Ele é o autor de vários artigos em revistas religiosas e sociais. É diretor da revista religiosa Don Orione Oggi e da revista Crescere do movimento espiritual Movimento Oasi, fundado por Virginio Rotondi. Ele é o assistente espiritual do Movimento Tra Noi e pastor do Movimento Nuovi Orizzonti. Desde 2002 ele é o autor e diretor do programa de televisão Sulla via di Damasco (A caminho de Damasco), que é transmitido todos os sábados na Rai 2. Publica uma coluna mensal para a Rádio Maria. Ele é membro da Ordine dei giornalisti del Lazio e del Molise.
Bispo de Ascoli Piceno
Em 12 de abril de 2014, foi nomeado Bispo de Ascoli Piceno pelo Papa Francisco. A inauguração ocorreu no dia 10 de maio do mesmo ano.
Em 29 de outubro de 2020, o Papa Francisco aceitou sua demissão antecipada.